# Anja Möllenbeck
Anja Möllenbeck (* 18. März 1972 in Frankenberg/Sa. als Anja Gündler) ist eine ehemalige deutsche Diskuswerferin.
Die Junioren-Europameisterin von 1991 wurde 1993 Deutsche Meisterin und Fünfte bei den Leichtathletik-Weltmeisterschaften in Stuttgart.
Bei den Olympischen Spielen 1996 in Atlanta wurde sie Elfte.
Bei den Weltmeisterschaften 1999 in Sevilla wurde sie Zwölfte, bei den Weltmeisterschaften 2001 in Edmonton Achte.
Ihre Bestweite von 64,63 m erzielte sie am 31. Mai 1998 in Obersuhl.
Nach der Geburt einer Tochter im Jahr 2002 gab sie im darauffolgenden Jahr ihren Rückzug vom Leistungssport bekannt.